# Gilles Personne de Roberval

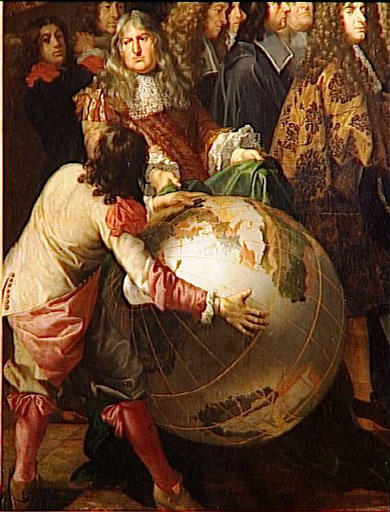
Portret van Gilles Personne de Roberval tijdens de inaugurele zitting van de Académie des Sciences in 1666

Gilles Personne de Roberval (Senlis, 10 augustus 1602 - Parijs, 27 oktober 1675) was een Frans wiskundige. Hij begon met de studie wiskunde toen hij veertien jaar was. Hij reisde veel en verdiende de kost met het lesgeven in wiskunde. Op een van zijn reizen ontmoette hij Fermat.
In 1628 ging hij naar Parijs, waar hij kennis maakte met de groep geleerden rond Marin Mersenne. Hij kwam in contact met Claude Hardy, Claude Mydorge en vader en zoon Pascal. Aanvankelijk was hij de enige ‘beroepswiskundige’ van de groep.
In 1632 werd Roberval benoemd tot professor in de filosofie aan het Collège Gervais in Parijs; twee jaar later kreeg hij een leerstoel wiskunde aan het Collège Royale. Na de dood van Pierre Gassendi bekleedde hij ook diens leerstoel.
Hij stond aan de wieg van de integraalrekening. Hij schreef het standaardwerk Traité des indivisibles en berekende de integraal van sin x. Hij bestudeerde de cycloïde en berekende de booglengte van de spiraal. Op basis van aanwijzingen van Torricelli ontwikkelde hij een methode om de hellingshoek van een kromme te tekenen en was daarmee de grondlegger van de kinematische geometrie.

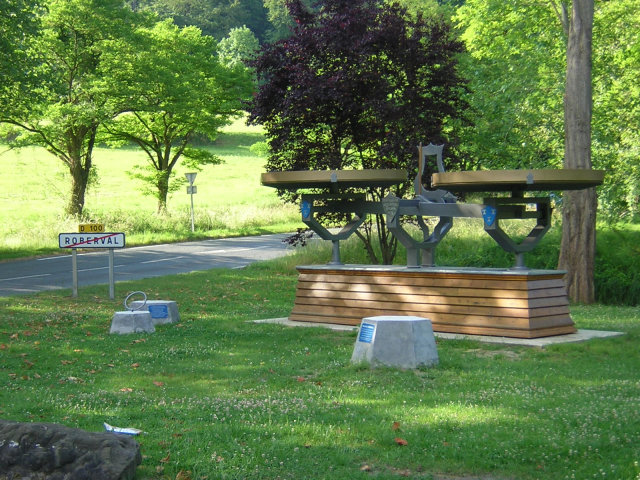
« Balans van Roberval » aan de rand van het dorp Roberval

Hij was de uitvinder van de bovenschalige balansweger met twee armen, de balans van Roberval. Op de ene schaal wordt het te wegen voorwerp gelegd, op de andere zoveel gewichten dat beide schalen in evenwicht komen. Tevens was hij samen met Jean Picard actief op het terrein van de cartografie. Ook ontwierp hij diverse apparaten voor Pascal.
In 1666 werd hij als een van de eersten gekozen tot lid van de Académie Royale des Sciences.
- Bibsys: 90704078
- Bibliothèque nationale de France: cb12144923j (data)
- Digitale Bibliotheek voor de Nederlandse Letteren: robe012
- Gemeinsame Normdatei: 118601547
- International Standard Name Identifier: 0000 0001 0898 6140
- Library of Congress Control Number: nr94009801
- Mathematics Genealogy Project: 133303
- Nationale Bibliotheek van Tsjechië: ola2010610448
- Nederlandse Thesaurus van Auteursnamen: 126614067
- Istituto Centrale per il Catalogo Unico: UBOV037599
- Système universitaire de documentation: 029927536
- Virtual International Authority File: 49262514
- WorldCat: E39PBJq6WGCvFRD7mGWTH7Vpyd